# Winfried Schwabe
Winfried Schwabe ist ein deutscher Jurist und Lehrbuchautor.

## Person
Schwabe studierte Rechtswissenschaften an der Universität zu Köln, an der er im Anschluss an sein Studium einige Jahre als wissenschaftlicher Mitarbeiter tätig war und Fallbesprechungen leitete.
Bekanntheit erlangte er als Autor und Herausgeber zahlreicher didaktischer Lehrbeiträge für das juristische Studium. Seine Lehr- und Fallbücher werden in der Reihe AchSo! im Richard Boorberg Verlag herausgegeben. Neben seiner Tätigkeit als Autor von Lehrbeiträgen schreibt er auch als wissenschaftlicher Kolumnist und Sachbuchautor humoristische Darstellungen über kuriose Rechtsfälle.

## Werke (Auswahl)

### Zivilrecht

#### Kerngebiete
- Allgemeiner Teil des BGB: Materielles Recht & Klausurenlehre (17. Auflage 2024)
- Schuldrecht I, Allgemeiner Teil und vertragliche Schuldverhältnisse: Materielles Recht & Klausurenlehre (15. Auflage 2023)
- Schuldrecht II: gesetzliche Schuldverhältnisse – materielles Recht & Klausurenlehre (13. Auflage 2024)
- Sachenrecht: Materielles Recht & Klausurenlehre, Lernen mit Fällen (15. Auflage 2023)

#### Nebengebiete
- Arbeitsrecht – Grundkurs: Materielles Recht & Klausurenlehre (12. Auflage 2023)
- Handels- und Gesellschaftsrecht: Materielles Recht & Klausurenlehre, Lernen mit Fällen (12. Auflage 2024)

### Öffentliches Recht

#### Kerngebiete
- Staatsrecht I, Staatsorganisationsrecht: materielles Recht & Klausurenlehre (9. Auflage 2023)
- Staatsrecht II, Grundrechte und die Verfassungsbeschwerde: Materielles Recht & Klausurenlehre (10. Auflage 2024)
- Allgemeines Verwaltungsrecht und Verwaltungsprozessrecht: Materielles Recht & Klausurenlehre, Lernen mit Fällen, zusammen mit Bastian Finkel (12. Auflage 2021)

#### Nebengebiete
- Europarecht: Materielles Recht & Klausurenlehre, Lernen mit Fällen (3. Auflage 2024)

### Strafrecht
- Strafrecht Allgemeiner Teil: Materielles Recht & Klausurenlehre, Lernen mit Fällen (14. Auflage 2024)
- Strafrecht Besonderer Teil 1 – Nichtvermögensdelikte: Materielles Recht & Klausurenlehre, Lernen mit Fällen (14. Auflage 2023)
- Strafrecht Besonderer Teil 2 – Vermögensdelikte: Materielles Recht & Klausurenlehre, Lernen mit Fällen (15. Auflage 2023)

### An Laien gerichtete Werke: Humoristische Darstellungen
- Dürfen Männer im Stehen pinkeln?: Verblüffendes aus der Welt des Rechts (1. Auflage 2010, DuMont Verlag)
- Vom Geschlechtsverkehr mit Verwandten ist daher abzuraten (1. Auflage 2010, DuMont Verlag)